# Diogene di Apollonia
Diogene di Apollonia (in greco antico: Διογένης ὁ Ἀπολλωνιάτης?, Dioghénēs ho Apollōniátēs; Apollonia, V secolo a.C. – ...) è stato un filosofo greco antico.
Lo storico Diogene Laerzio lo definisce filosofo della natura e molto famoso… discepolo di Anassimene e, citando Demetrio Falereo, sostiene che a causa della grande invidia suscitata, poco mancò che perdesse la vita ad Atene. Che fosse famoso è confermato dall'essere stato parodiato nella commedia Le nuvole di Aristofane, rappresentata ad Atene nel 423 a.C. 

## Opere
Secondo Simplicio, Physica, 151, 20:
Anche il Sulla natura è andato perduto e restano pochi frammenti, tuttavia sufficienti a farci comprendere la sua dottrina, citati soprattutto nel commento di Simplicio alla Physica di Aristotele:
Qui Simplicio commenta:
“Infatti non sarebbe possibile, senza intelligenza, una divisione che realizzi la  misura di ogni cosa, e d'inverno e d'estate, e di notte e di giorno, e nella pioggia e nel vento e nel sereno: e tutte le cose saranno disposte nel miglior modo possibile.”»
Commenta Simplicio:
“Ci sono poi anche queste prove importanti. Gli uomini e le altre creature vivono respirando l'aria. Essa è per loro anima e pensiero, come si dimostrerà chiaramente in quest'opera, e se essa si allontana, l'uomo muore e il pensiero lo abbandona…. Mi sembra sia dotato di intelligenza ciò che gli uomini chiamano aria, che tutti siano da questa governati e che tutto domini. Ciò stesso mi sembra che sia dio e che arrivi dappertutto e tutto disponga e sia in ogni cosa. E non c'è niente che non ne partecipi: però niente ne partecipa in maniera uguale, questo come quello, ma molti sono i modi, sia dell'aria che dell'intelligenza. Essa è poliforme, più calda e più fredda, più asciutta e più umida, più ferma o più rapida e vi sono in essa molte altre differenziazioni e un numero infinito di sapori e di odori. E l'anima di tutti i viventi è la stessa cosa, aria più calda di quella esterna in cui viviamo, ma molto più fredda di quella che sta vicino al sole. Ma questo calore non è uguale in nessun essere vivente (come neppure in un uomo rispetto a un altro) e non si differenzia di molto, ma in modo che gli uomini rimangano simili fra loro. Però nessuna delle cose che si differenziano può divenire perfettamente uguale all'altra, senza diventare la stessa. Poiché la differenziazione è multiforme, parecchi e multiformi devono essere anche gli esseri viventi e, dato il gran numero di differenziazioni, non sono simili l'uno all'altro né per forma né per condotta di vita né per intelligenza. Eppure tutti vivono, vedono e odono grazie alla stessa cosa e dalla stessa cosa tutti hanno un'intelligenza differente.”»
Commenta Simplicio:
“E proprio questo è un corpo eterno e immortale, mentre le cose nascono e muoiono… ma questo mi sembra chiaro: che è grande, forte, eterno e immortale, e sa molte cose.”»
Teofrasto, nel De sensu, 39 - 45, riporta molte prove che, secondo Diogene, dimostrerebbero che il principio primordiale è l'aria:

## Dottrina
Ancora Simplicio, Physica, 25, 1, citando Teofrasto, riassume la filosofia di Diogene, affermando che
Coloro che si occuparono di ricercare il principio primordiale delle cose
La dottrina di quest'ultimo rappresentante della filosofia ionica, come si è visto, non è originale, riprendendo dopo un secolo le teorie di Anassimene e tornando così a una interpretazione monistica dopo i tentativi pluralistici di Empedocle e Anassagora. L'aria non ha però i caratteri soltanto naturalistici di Anassimene, assumendo invece quelli del Nous anassagoreo (che è il principio del movimento e non ha carattere divino) e persino ("mi sembra che sia un dio… questo è un corpo eterno e immortale, mentre le cose nascono e muoiono… è grande, forte, eterno e immortale, e sa molte cose") quelli di un principio divino che dispone le cose "nel miglior modo possibile" e al quale tutte finiscono per ritornare. 
Non tutti i commentatori più antichi pare abbiano però colto nel pensiero di Diogene la presenza di una natura divina nel principio originario delle cose; Diogene Laerzio, Plutarco, Alessandro di Afrodisia, Seneca e Teofrasto lo considerano un filosofo della natura, Claudio Eliano lo pone fra gli atei, Aristotele, citandolo nel De generatione et corruptione, scrive solo che
Simplicio indica la stranezza di un principio che, trasformandosi, crei le cose e sia tuttavia eterno, mentre Cicerone, nel De natura deorum, scrive: "L'aria che Diogene considera dio, quale sensibilità può avere o quale natura divina?" e Agostino, nel De civitate Dei, VIII, 2, scrive che
Anche se il Diogene a cui fa riferimento Dante, nel castello degli spiriti magni (Inf. IV. 136), è probabilmente Diogene di Sinope, c'è chi ha pensato che il  poeta intendesse Diogene di Apollonia. E si è anche supposto che Dante non fosse in grado di distinguere tra le due figure.